# Belyta petiolaris
Belyta petiolaris is een vliesvleugelig insect uit de familie van de Diapriidae. De wetenschappelijke naam van de soort is voor het eerst geldig gepubliceerd in 1834 door Nees.